# Torrente 3: El protector
Torrente 3: el protector es una película española cómica de 2005 escrita, dirigida y protagonizada por Santiago Segura, y la tercera parte de la saga de Torrente, iniciada con Torrente, el brazo tonto de la ley. Segura realizó una parodia de la película estadounidense El guardaespaldas, que había sido dirigida por Mick Jackson y protagonizada por Kevin Costner y Whitney Houston.

## Argumento
La eurodiputada Giannina Ricci (Yvonne Sciò), famosa por su lucha contra las empresas contaminadoras, llega a España a denunciar públicamente a la multinacional Petronosa. La dirección de la empresa se siente inquietada ante la situación, así que soborna a algunos miembros de la policía para que la protección de la eurodiputada sea la peor posible, y ante lo cual estos deciden encargar a José Luis Torrente (Santiago Segura) la misión de proteger a Giannina, junto con un equipo de su propia elección. 
En esta película se ven los inicios de algunas costumbres de Torrente. Se cuenta cómo cogió la costumbre de lavarse las manos antes y no después de orinar y de su afición por masturbarse. Torrente sigue debiendo "seis mil pesetas de whisky".

## Reparto

### Reparto principal
- Santiago Segura interpreta a Torrente, el actor tuvo que engordar 20 kilos para encarnar de nuevo a su personaje
- José Mota interpreta a Josito
- Javier Gutiérrez interpreta a Juan Francisco Solís
- Yvonne Sciò interpreta a Giannina Ricci
- y Carlos Latre interpreta a Pepito Torrente, hijo de Torrente

#### Colaboración especial
- Enrique Villén interpreta a Salas
- Luis Larrodera interpreta a Menéndez
- Silvia Gambino interpreta a Vanessa
- Ruth Zanón interpreta a Fiorella

#### Participación especial
- Tony Leblanc interpreta a Mauricio Torrente / Abuela

### Invitados
- Fabio Testi interpreta a Montellini Roures
- Xavier Deltell interpreta a Linares
- Jimmy Barnatán interpreta a José María
- Beatriz Castillo interpreta a Azafata borde
- Lucía Lapiedra interpreta a Bailarina en burdel
- Edda Díaz interpreta a Pasajera de avión de junto a Torrente

### Apariciones especiales
- Directores de cine: Oliver Stone, Chris Columbus y Guillermo del Toro
- Humoristas: Andreu Buenafuente, Florentino Fernández, Marcos Mundstock, Santiago Urrialde, Fofito y Señor Barragán
- Deportistas: Fernando Torres, Iker Casillas, Iván Helguera, Guti, Fran Murcia y Luís Figo
- Actores: Benicio del Toro, Helga Liné, Carlos Iglesias, Carlos Pumares, Miriam Sánchez, Tony Leblanc, Pablo Pinedo, Eduardo Gómez y Eduardo García (Torrente de pequeño)
- Cantantes: Dani Martín y El Fary
- Otros: El Risitas y Cañita Brava

## Producción
Si bien en la primera aparte de la saga predominan los ambientes melancólicos y sombríos (colores verdes, grises y sombras), que nos recuerdan muy mucho al Paris de Edith Piaf o Toulouse Lautrec; propios de un distrito decadente de una gran ciudad (como Lavapiés o Tetuán) y en la segunda destaca la ambientación en la soleada Marbella y su lujosa noche, en la tercera parte «Torrente 3: El protector» vemos una explosión de imagen y sonido en un nuevo formato, más urbano, a lo largo y ancho del área metropolitana de una gran capital como es Madrid, y su periferia.

### Nacimiento del proyecto e influencias
La idea nace de la intención de parodiar películas del género, principalmente El guardaespaldas, la cual al director no le gustó, y que en plan broma podría ser la bomba. Otras influencias que tiene la película son Rocky, Miami Vice, Doce del patíbulo y La Pantera Rosa y el inspector Clouseau. Algunos han visto en Emma Bonino, popular y políglota eurodiputada radical italiana como la principal fuente de inspiración del personaje Gianina Ricci, una suerte de Celia Villalobos en versión eurocomisaria.

### Guion
Los temas sobre los que gira el guion son la familia de Torrente, una mirada a la sociedad de consumo o a los problemas con la inmigración. Ya tras el final del rodaje de la segunda parte pensó en cómo sería el guion, a lo largo de cuatro años de maduración, aunque la redacción le ocupó tres meses. Momento mítico de la película es cuando Torrente comenta "dinero para las emergencias". El guion lo redactó con Guillermo del Toro los dos solos en la misma habitación de hotel, aunque no participó en el guion de la película, ya que él redactaba El laberinto del fauno, al igual que había hecho con la segunda parte mientras Del Toro lo hacía con El espinazo del diablo, aunque Segura explicó que él le obligaba a escribir. Su primera intención al redactarlo era escarbar en la infancia del personaje para explicar algunas de sus obsesiones y fantasmas.

### Reparto
Fue la primera ocasión en la que Segura no había pensado en alguien para el papel antes de la redacción del guion. La elección Fabio Testi se produjo cuando lo vio comiendo cerca de él en un restaurante y al director le parece un actor mítico y le ofreció el papel. El director iba a ofrecer a Carlos Latre ser un cameo en la segunda parte de la saga, pero pensó que podía hacer un mejor papel, además Latre había realizado imitaciones de su personaje en algunos programas y creyó que ser su hijo era lo mejor opción. Para elegir al actor que interpretara a Torrente con 13 años, eligió a Eduardo García a quien había conocido en el  primer episodio de Aquí no hay quien viva y quien era fan del personaje y le resultó bastante gamberrete. Para encarnar al personaje de Giannina había pensado en que una actriz de esa nacionalidad, primero pensó en Monica Bellucci pero al ver que no podía por otros proyectos, eligió a Yvonne Sciò. Además contiene una gran cantidad de cameos, los cuales fue eligiendo conforme redactaba el guion de la película.

### Rodaje
Como ha dicho Segura, en cada rodaje hace algo que le suponga un reto y no haya utilizado en su anterior película, en ésta fue el rodaje en scope. La mayoría del rodaje se realizó en Comunidad de Madrid, en San Lorenzo de El Escorial, el Valle de los Caídos y la propia capital, para finalizar en Argentina, alguno de los problemas que tuvieron fue la bajas temperaturas que llegaban a los 15 bajo cero. La ciudad elegida fue Buenos Aires a lo largo de un fin de semana, el motivo era económico, Segura quería hacer una gran secuencia de acción, las escenas rodadas allí fueron la persecución que el director quería que fuera la mejor de la historia del cine español, además del secuestro del avión que se hizo en un Boeing 707 real.

### Banda sonora
la banda sonora la firma, como en las dos anteriores, Roque Baños, pero ha sido grabada en Londres, aunque ha conservado intacto el patetismo del personaje.

| Tracklist |                                        |          |  |
| N.º       | Título                                 | Duración |  |
| 1.        | «El protector - Rosa López»            |          |  |
| 2.        | «Torrente el protector - Juanshows»    |          |  |
| 3.        | «Tonta - Matari»                       |          |  |
| 4.        | «Báilenlo - Isaak»                     |          |  |
| 5.        | «Te haría una casita - Decai»          |          |  |
| 6.        | «Yo quiero bailar - Sonia y Selena»    |          |  |
| 7.        | «No soy un bastricboy - Juanshows»     |          |  |
| 8.        | «Apatrullando la ciudad - El Fary»     |          |  |
| 9.        | «Torrente - Kiko Veneno»               |          |  |
| 10.       | «Misión en Marbella - Santiago Segura» |          |  |
| 11.       | «Ana Palangana - Pedro Caldera»        |          |  |
| 12.       | «Ser español - Santiago Segura»        |          |  |
| 13.       | «Torrente song - Niko Costello»        |          |  |
| 14.       | «El Fary - Jaunshows»                  |          |  |
| 15.       | «Semos diferentes - Joaquín Sabina»    |          |  |

### Promoción
Según explica el propio Segura el 10% del presupuesto final que asciende a algo más de cinco millones de euros fue utilizado para la promoción de la película. El director estuvo durante un mes antes del estreno de la película por los distintos platós de televisión además de regalar camisetas a, entre otros, los jugadores del Atlético de Madrid.
Segura no hizo el habitual pase de prensa. Dijo que cualquier ciudadano del país sabía del estreno de la película, que había irregularidades en estos pases y no quería utilizar el detector de metales. Es destacable que para esta tercera parte el director encargó el póster de la película a Drew Struzan. Reconocido mundialmente por ser el cartelista de las películas de George Lucas.
Segura se puso como expectativa conseguir un espectador más que Torrente 2: misión en Marbella aunque también dijo que por el problema de la piratería obtendría dos millones de espectadores menos que la anterior película.

## Recepción

### Crítica y premios
La crítica la valoró muy negativamente, principalmente el guion que lo único que hace es hacer historias que hagan que puedan salir los amigos de Segura. Segura explicó que estaba harto de que se le criticara por el uso de los famosos. La película fue nominada a dos Premios Godoy, que premian a lo peor del cine español estrenado en ese año, obteniendo una nominación al peor guion y actor de reparto (Carlos Latre), obteniendo el premio en esta última. La película no obtuvo ninguna nominación a los Premios Goya motivo por el cual el director se quejó diciendo que "La película les puede parecer basura, pero... ¿la explosión de las Torres Kio? ¿la persecución? ¿fx?"

### Taquilla y público
Salió al mercado con un total de 465 copias y consiguió ser la película con mayor número de recaudación y espectadores en España en su primer fin de semana con 7,2 millones de euros y 1.380.000 espectadores., teniendo la segunda 3,5 millones de euros y 800.000 espectadores. Posteriormente fue superada por El código Da Vinci con 8,8 millones euros de recaudación y casi 1,7 millones de espectadores. Acabó el año 2005 siendo la tercera película más taquillera del año, siendo superada por Star Wars III:La venganza de los sith y Harry Potter y el cáliz de fuego.
En el extranjero no tuvo mucho éxito, al contrario que la primera y la segunda de la serie. Este hecho tal vez tuvo algo que ver con el doblaje de voces, algunas de las cuales no coincidían bien, ya que se seguían oyendo aunque los personajes tuvieran la boca cerrada.

### Polémica
Hubo problemas con la representación del personaje en una escena en donde Torrente arranca la Cruz de Caravaca del cuello de su abuela y más tarde la pisotea, los dirigentes de la cofradía amenazaron con llevar el caso a los tribunales, Segura pidió disculpas a los pocos días explicando que quería demostrar lo miserable que es el personaje de Torrente.

## Marketing
El DVD de la película salió a la vez el 19 de abril de 2006, a pesar de no llegar a la excelencia de ningún apartado técnico, tanto la imagen como el audio y los extras son muy logrados, aunque se echa en falta algún audiocomentario del propio director. Uno de sus principales problemas es el DTS al tener problemas de compatibilidad con los distintos reproductores. En DVD tuvo un éxito en ventas convirtiéndose en el tercero más vendido en España, siendo superado por la versión extendida de El código Da Vinci y la segunda temporada de Lost.
De esta película también se lanzó a la venta un muñeco de plástico, de aproximadamente 12 cm, con la imagen de El Fary cantando y llamado "el carrofary de Torrente". Esta figura se podía colgar, con una ventosa, en el parabrisas del coche y también salía en una secuencia de la película Torrente 3, colgado de la luna delantera del SEAT 1430 Turbo de Torrente.
El estreno de la película en televisión no se produjo hasta el 9 de marzo de 2010, en Antena 3, pero no obtuvo éxito al quedar tercera en su franja horaria.

### Videojuego
Salió a la venta el videojuego de la película a mediados de octubre y para la que Segura ha escrito el guion, además de grabar algunas escenas y poner voz al personaje. El videojuego tiene como principal influencia los videojuegos del estilo GTA. El videojuego también recibió valoraciones negativas por el pobre guion, llegando a haber concurso de eructos y pedos como misión, aunque sí se valoran la muy buena recreación de la capital española.